# Збереження фауни України
Збереження фауни України – це заходи, спрямовані на захист тварин від вимирання. Всі види тварин, які перебувають на стадії вимирання, занесені до Червоної книги.

## Законодавство України про збереженняфауни
В Україні було прийнято Закон про тваринний світ, за яким держава зобов’язується вживати заходи, спрямовані на збереження,   відтворення  і раціональне використання об'єктів тваринного світу.

## Тварини, які потребують особливого захисту[2]

### Бурий ведмідь
Є найбільшим хижаком фауни України. Зараз даний вид на частині історичного ареалу знищений. Чисельність бурих ведмедів на території України не перевищує 300 особин. Тварину занесено до Червоного списку міжнародного союзу охорони природи,і як вид, що підлягає особливій охороні, до Бернської конвенції. Основними причинами зменшення їх чисельності є інтенсивна експлуатація та омолодження лісів, велике рекреаційне навантаження на них, браконьєрський відстріл тварин.

### Норка європейська
Колись вид був поширений по всій Європі, але зараз зник на більшій частині свого ареалу. Орієнтовно, в Україні мешкає лише 200-300 особин європейської норки. Основними причинами зменшення їх чисельності є інтенсивні зміни водно-болотних угідь у процесі господарського та рекреаційного використання. Негативний вплив на популяцію європейського виду створює більш конкурентоспроможна американська норка.

### Їжак вухатий
Імовірно, чисельність виду в Україні не перевищує кілька десятків особин. Основними причинами зменшення їх чисельності є розорювання степів, застосування пестицидів тощо, наявність ворогів — лисиць, тхорів, куниць, сов, канюка, деградація степових екосистем, засадження ділянок степу монокультурами сосни і поширення їжака білочеревого.

### Тхір степовий
Раніше поширений по всій території Україні, тхір наразі майже вимер. Основними причинами зменшення їх чисельності є розорювання цілинних ділянок, багаторазова обробка ґрунту протягом року, використання отрутохімікатів, зокрема для боротьби з ховрахами. Масове винищення ховрахів.

### Хохуля руська
За результатами обліків 2000-2002 років чисельність виду становить 300-500 особин. Основними причинами зменшення їх чисельності є браконьєрство, знищення місць мешкання внаслідок діяльності людини і порушення гідрологічного режиму водойм через катаклізми.

### Кіт лісовий
Популяція котів зменшується кожного року (зараз в Україні їх 400–500 особин) і все через масову вирубку листяних лісів, зокрема, дібров. Також тварини часто гинуть під час полювання та у браконьєрських пастках.

### Зубр
Зубри зникли з дикої природи, зокрема, через полювання. І навіть зараз, у цивілізованому світі, зубр є популярним об'єктом полювання серед багатіїв. За останні 20 років ця тварина зникла в Україні у багатьох місцях, де раніше була відновлена.

### Жук-олень
Жукам-оленям загрожує вимирання, адже зменшується кількість старих дерев, а молоді посадки не придатні для харчування та розмноження цього рідкісного жука.

### Вухань австрійський
Чисельність вкрай низька, відомо лише близько 50–70 знахідок, як літніх, так і зимових, які становлять до 1% усіх кажанів. Загальний розмір популяції оцінено у кілька тисяч особин. Причини зміни чисельності: скорочення площі старих лісів,   знищення дуплистих дерев, непокоєння у сховищах.

### Гриф чорний
Останнє видання Червоної книги України (2009 року) вказує, що популяція на нашій території цих птахів – не більше 50 особин. Основні фактори зниження чисельності: скорочення кормової бази, зростання антропогенного тиску, пряме переслідування людиною.

### Глушець (глухар)
В Україні живе приблизно 3000 особин цього птаха. На зниження популяції впливає вирубування лісів, випасання великої рогатої худоби і навіть туризм у місцях висиджування маленьких пташенят.

### Горностай
Горностаї стали жертвами модної індустрії – з їхнього щільного і м’якого хутра і досі виготовляють шуби. Також на зменшення чисельності виду є несприятливі екологічні фактори, зокрема метеорологічні умови (суворі зими і холодні весни), хвороби (гельмінтози, які в окремі роки вражають до 50% звірів, туляремія, чума тощо),  меліорації.

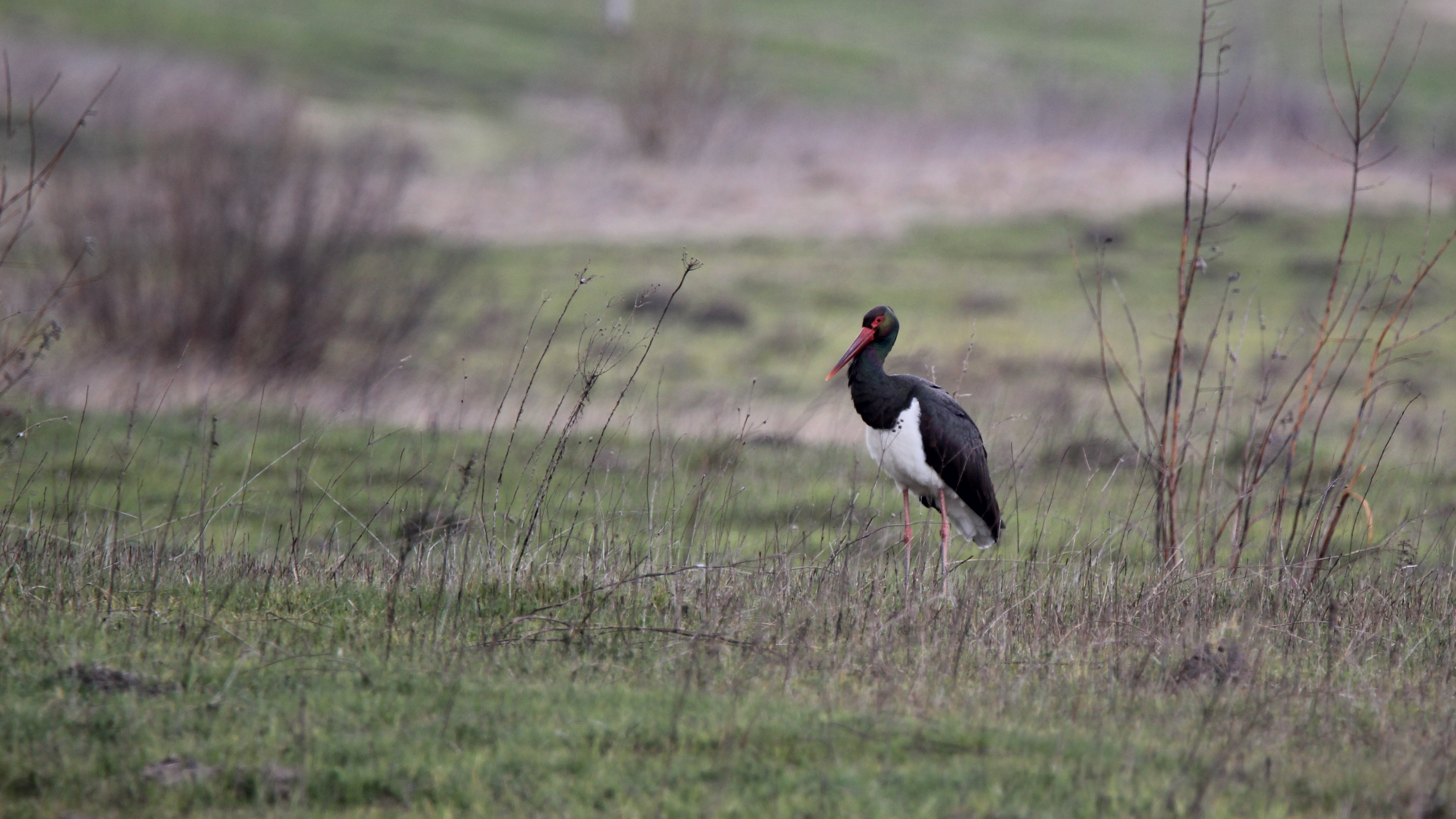
Лелека чорний в Сеймському РЛП

### Лелека чорний
Загалом в Україні цих птахів близько 400-450 пар.  Причини зміни чисельності: деградація місць гніздування через вирубування лісів, меліорація лісових угідь у смузі Лісостепу, фактор непокою. В омолоджених лісах, не знайшовши старого дерева, лелеки будують гнізда на молодих деревах, у яких під вагою гнізда ламаються гілки і гнізда з яйцями або пташенятами падають на землю.

### Саламандра вогняна
В Карпатах щільність дорослих та личинок- від 12-80 до 45-50 особин на квадратний кілометр, в Чернівецькій області 8,2 і в Івано-Франківській- 4,9-6, 3 особи на квадратний кілометр. Зниження чисельності пов’язано зі змінами біотопів та відловом.

### Жолудниця європейська
Причини зміни чисельності: суттєве скорочення площ природних насаджень, поширення лісових монокультур та масштабні санітарні рубки, спрямовані на знищення дуплистих дерев.

### Сипуха
Сипух у світі стає все менше і менше: у цілій Європі їх 110-220 тисяч пар, а в Україні близько 30 пар.

### Рись
Рись також стала жертвою модної індустрії. На цих довершених та граційних тварин тривалий час полювали заради хутра. Зараз ці хижі коти рідкісні в Україні: у Карпатах – близько 350–400 особин, а на території Полісся – до 80–90.

### Полоз леопардовий
Зараз на полоза леопардового активно полюють любителі змій для особистих колекції та для продажу.

### Степовий орел
Ще наприкінці XIX століття був не тільки звичайним, а навіть фоновим птахом багатьох степів, але згодом майже повністю зник з території України через суцільне освоєння степів людиною. Європейську гніздову популяцію оцінено у 5-20 тис. пар. 

### Тюлень-монах
Активно знищували звіробої, заради їх м’яса, хутра та жиру, який використовувався як масло для ламп і змащення обладнання. Це призвело до їх майже повного зникнення.

## Де зберігаються зникаючі види тварин
В Україні рідкісних тварин можна побачити в: 
1. природних заповідниках, яких на території нашої держави є 19
2. національних природних парках. Їх налічується 51
3. біосферних природних заповідниках, яких в Україні є всього 5
4. заказниках

## Що ми можемо зробити для того, щоб запобігти повному вимиранню певних видів тварин[3]
- Потрібно створити конкретні, не порушені людиною, природні умови, де відновні процеси відбуваються з певною швидкістю.
- Припинити інтенсивну вирубку лісів, а на знеліснених територіях насаджувати нові дерева, адже вони є домівкою для тварин.
- Припинити пряме знищення диких тварин (полювання, риболовля). Один постріл може вбити останнього представника певного виду.
- Дуже негативно впливають випалювання рослинності та антропогенні лісові пожежі. Це може призвести до повного знищення середовища існування деяких тварин.
- Вирубування лісів, розорення степів, осушення боліт, спорудження водосховищ, каналів, прокладання автошляхів та залізниць, ліній електропередач, побудова міст, промислових об’єктів, розробка корисних копалин відкритим способом тощо докорінно змінюють екосистеми. Для тварин, що пристосовувалися до певних умов протягом тисячоліть, такі різкі зміни виявляються несприятливими, і вони або повністю зникають, або ж стають рідкісними.
- Припинити браконьєрство, суть якого полягає в незаконному добуванні тварин задля власної вигоди.
- Не можна турбувати тварин в період розмноження.
- Найбільшої шкоди дикій природі завдає руйнування природних середовищ існування задля створення сільськогосподарських угідь.
- В результаті полювання повністю зникли не менше 300 видів ссавців.
- Мінімізувати використання пестицидів на полях, які вбиває практично все живе.

У світі диких тварин поменшало на 60%.Більше половини з них зникло за останні 50 років. Аби люди усвідомили масштаби свого руйнівного впливу, Майк Барретт, виконавчий директор з науки та консервації Всесвітнього фонду дикої природи, навів таке порівняння: “Якщо б населення зменшилося на 60%, це було б рівнозначно спустошенню Північної Америки, Південної Америки, Африки, Європи, Китаю та Океанії. Це масштаби того, що ми зробили”. Ми повинні зробити все для того, щоб зберегти якомога більше видів тварин.